# Guillermo Díaz (Schauspieler)

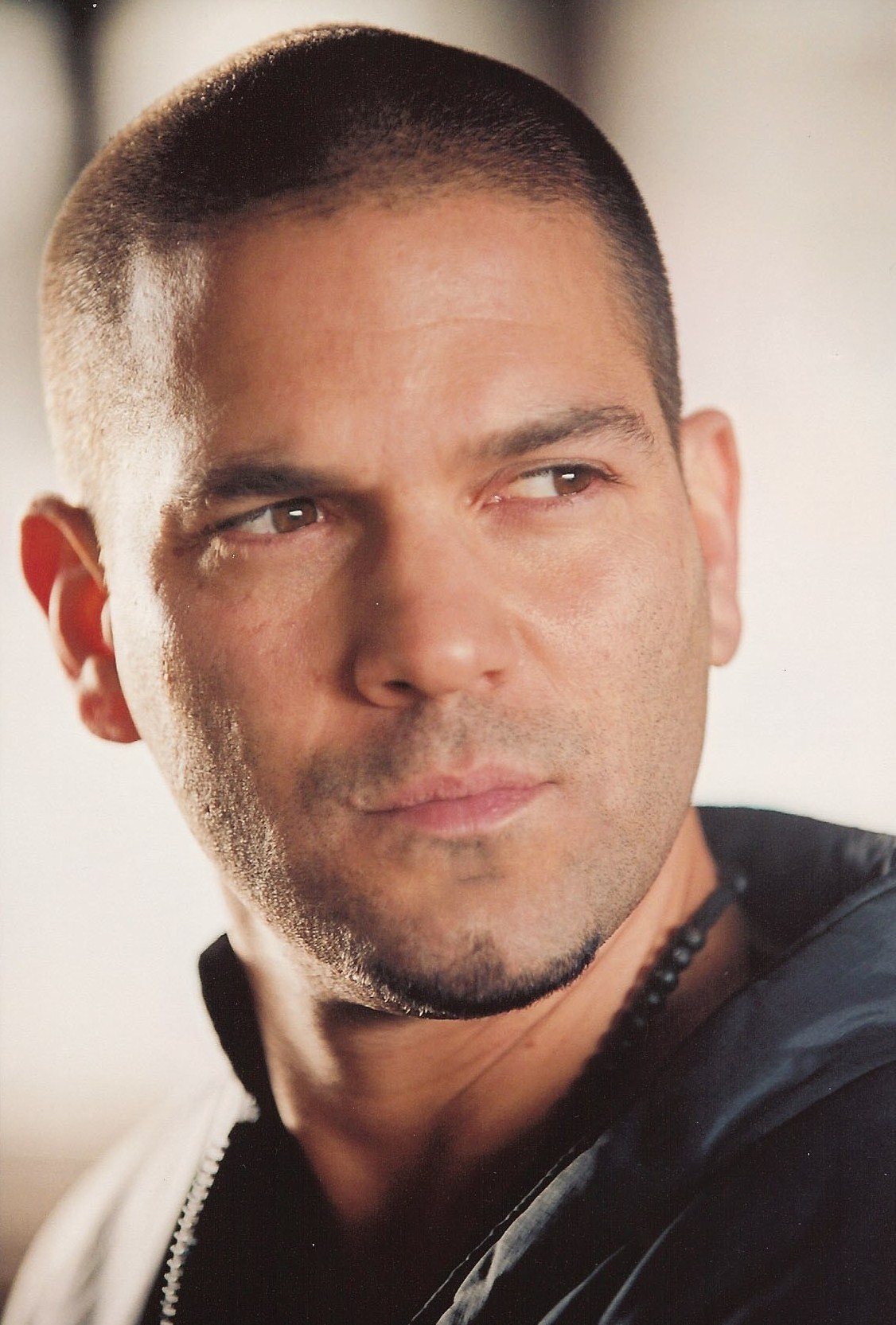
Guillermo Díaz

Guillermo Díaz (* 22. März 1975 in New Jersey) ist ein US-amerikanischer Filmschauspieler kubanischer Herkunft.
Díaz wuchs als Sohn kubanischer Eltern im New Yorker Stadtteil Manhattan, genauer: im Viertel Washington Heights, auf. Die erste Nebenrolle mit Sprechanteil bekam er 1994 als „Spike“ im Film Fresh. Fortan spielte er in verschiedenen Filmen sehr unterschiedliche Charaktere, wie z. B. eine Drag Queen in Stonewall oder ein Gang-Mitglied – eine Rolle, die er öfter spielte – in High School High. In Ethan Hawkes Regiedebüt Chelsea Walls spielte er eine Hauptrolle.
Neben den Filmrollen spielt Díaz in mehreren Fernsehserien. In der Serie Weeds – Kleine Deals unter Nachbarn trat er als mexikanischer Drogenhändler „Guillermo García Gómez“ auf. 2012 bis 2018 spielte Díaz in der ABC-Fernsehserie Scandal die Hauptrolle „Huck Finn“.
Díaz lebt offen homosexuell in Kalifornien.

## Filmografie (Auswahl)
- 1994: Fresh
- 1995: Party Girl
- 1996: Ich bin nicht Rappaport (I’m Not Rappaport)
- 1996: High School High
- 1996: Girls Town
- 1996: Freeway
- 1997: I Think I Do
- 1997: Nowhere
- 1998: Half Baked – Völlig high und durchgeknallt (Half Baked)
- 1999: Die Sopranos (The Sopranos, Fernsehserie, Folge 1x04 Meadowlands)
- 1999: Just One Time
- 1999: Eine Nacht in New York (200 Cigarettes)
- 2002: Fidel (Fernsehfilm)
- 2003: Wasabi Tuna
- 2003–2006: Chappelle’s Show (Fernsehserie, 5 Folgen)
- 2004: Without a Trace – Spurlos verschwunden (Without a Trace, Fernsehserie, Folge 2x13 Eine geregelte Entführung)
- 2004: The Shield – Gesetz der Gewalt (The Shield, Fernsehserie, Folge 3x02 Blood and Water)
- 2004: Terminal (The Terminal)
- 2004: Tony n’ Tina’s Wedding
- 2005: Shooting Vegetarians
- 2005: Dirty Love
- 2006: Harvest
- 2007–2012: Weeds – Kleine Deals unter Nachbarn (Weeds, Fernsehserie, 26 Folgen)
- 2008: Criminal Minds (Fernsehserie, Folge 4x10)
- 2009: Across the Hall
- 2009–2010: Mercy (Fernsehserie, 22 Folgen)
- 2010: Cop Out – Geladen und entsichert (Cop Out)
- 2010–2011: My Superhero Family (No Ordinary Family, Fernsehserie, 6 Folgen)
- 2012–2018: Scandal (Fernsehserie, 122 Folgen)
- 2022: Bros